# Athena (película de 2022)
Athena es una película francesa de 2022 dirigida por Romain Gavras y protagonizada por Sami Slimaney y Dali Benssalah sobre los disturbios surgidos en un suburbio de París tras la muerte de un joven de origen magrebí a manos de la policía francesa. 

## Argumento
Ambientada en un suburbio parisino, la trama se centra en el conflicto que estalla en un barrio conocido como Athena a raíz de la brutal matanza de Idir. La historia se desarrolla a través de la difícil situación de los hermanos del difunto: Karim, Moktar y Abdel. Los tres, con raíces argelinas, están indignados por el asesinato racista de Idir, pero el conflicto entre ellos no tarda en aparecer, ya que tienen posiciones muy opuestas: uno es soldado condecorado del ejército francés, otro narcotraficante y el pequeño se ha convertido en líder de la revuelta en el barrio. 
A medida que los disturbios se intensifican y los medios de comunicación se hacen eco, comienza a correr otra hipótesis sobre el asesinato de Idir y no se descarta que haya muerto a manos de un grupo de neonazis. Sin embargo, el barrio desconfía de estos rumores, y la escalada de violencia con la policía parece no tener freno.

## Reparto
- Dali Benssalah : Bradshaw
- Sami Slimane : Karim
- Anthony Bajon : Jérôme [2]
- Ouassini Embarek como Moktar
- Alexis Manenti como en Sébastien [3]
- Ali Damiche como Omer [4]

## Producción
La película es una producción de las empresas Iconoclast y Lyly,  que fue rodada en 2021 en el suburbio de París de Évry-Courcouronnes .  La cinta combina diálogos en francés y en árabe . 

## Estreno
La película se estrenó el 2 de septiembre de 2022 en la 79ª Muestra Internacional de Cine de Venecia, en la que compitió por el León de oro,  y posteriormente estuvo disponible en Netflix a partir del 23 del mismo mes. 

## Premios y nominaciones
| Año  | Premio                                    | Categoría                                                                                          | Nominación                                                                                                  | Resultado | Ref. |
| ---- | ----------------------------------------- | -------------------------------------------------------------------------------------------------- | --- | --------- | ---- |
| 2022 | Festival Internacional de Cine de Venecia | León de Oro                                                                                        | Athena\| rowspan="" style="background-color:none;color:black; text-align:center; vertical-align:middle;" \| | [ 9 ]     |      |
| 2022 | Festival Internacional de Cine de Venecia | rowspan="" style="background-color:none;color:black; text-align:center; vertical-align:middle;" \| | Athena\| rowspan="" style="background-color:none;color:black; text-align:center; vertical-align:middle;" \| | [ 9 ]     |      |
| 2022 | Festival Internacional de Cine de Venecia | rowspan="" style="background-color:none;color:black; text-align:center; vertical-align:middle;" \| | Athena\| rowspan="" style="background-color:none;color:black; text-align:center; vertical-align:middle;" \| | [ 9 ]     |      |